# 3804 Drunina
3804 Drunina је астероид главног астероидног појаса чија средња удаљеност од Сунца износи 2,896 астрономских јединица (АЈ).
Апсолутна магнитуда астероида је 12,5.